# みなとみらい歩道橋
みなとみらい歩道橋（みなとみらいほどうきょう）は、神奈川県横浜市西区のみなとみらい地区内にて、栄本町線（みなとみらい大通り）上に架かる歩行者デッキ（歩道橋/跨道人道橋）である。2010年3月23日に開通した。
なお、整備段階の頃には「MM8号交差点デッキ」という仮称で呼ばれていた。

## 概要
当デッキは2010年の開通時点では日産自動車グローバル本社の2階部分より二股に分岐して、みなとみらい地区54街区（新高島駅周辺）方面と富士ゼロックスR&Dスクエア（現・富士フイルムビジネスイノベーション横浜みなとみらい事業所）方面にアクセスしていた。その後、2019年には三分岐目として同56街区（京急グループ本社）方面に分岐・延伸する新たなデッキも整備されている（後節参照）。
日産グローバル本社内の「NISSANウォーク」および帷子川上に架かる「はまみらいウォーク」と合わせて、横浜駅東口（横浜新都市ビル）までの地上2階デッキレベルでの歩行者動線が確保されている。
また、上記の施設間を結ぶ歩行者デッキとしてだけでなく、栄本町線（みなとみらい大通り）の「とちのき通り西交差点」上を横断する歩道橋の役目も果たしている。

### 分岐するデッキ
日産グローバル本社（66街区）より以下の三方向に分岐している。なお、みなとみらい地区の街区については「横浜みなとみらい21#50-67街区（新高島駅方面）」も参照のこと。
- 66 - 54デッキ：新高島駅方面に伸び、横浜グランゲート（54街区）に接続
- 66 - 65デッキ：臨港パーク方面に伸び、富士フイルムビジネスイノベーション横浜みなとみらい事業所（65街区）に接続
- 66 - 56デッキ：京急グループ本社（56-1街区）に接続

## 設備
当デッキまで上がるエレベーター（運転時間：7時〜20時）が3基と、日産グローバル本社2階部分よりエスカレーター（上下合わせて3基）が設置されている。なお、これらの設備は当デッキの開通時には運行されず、1週間ほど後の2010年4月1日より運行を開始している。
また、開通から約3年となる2012年9月〜2013年3月にかけて、デッキ上歩行者通路の屋根設置工事が実施された。

## デッキ延伸計画
66 - 56デッキ（分岐新設）
前述の通りデッキは当初、54街区と65街区方面の二股（V字型）に分岐していたが、56街区方面へのデッキ延伸（三分岐目）についても同街区周辺における開発の進展を見据えて元々計画されていたものである。56-1街区にて京急グループ本社の開発が進み2019年9月に完成することから、三分岐目として同本社ビルに直結する新たなデッキが整備されている。
66 - 54デッキ（延伸）
54街区方面に伸びるデッキについても新高島駅周辺（52-54街区一帯）の開発が進んでいなかったことから、これまで同街区の手前で途切れていたが、同街区にて清水建設による賃貸オフィスビル「横浜グランゲート」の開発が進み2020年2月に完成することから、デッキを少し延伸し同ビルと接続するための工事が行われた。

## ギャラリー

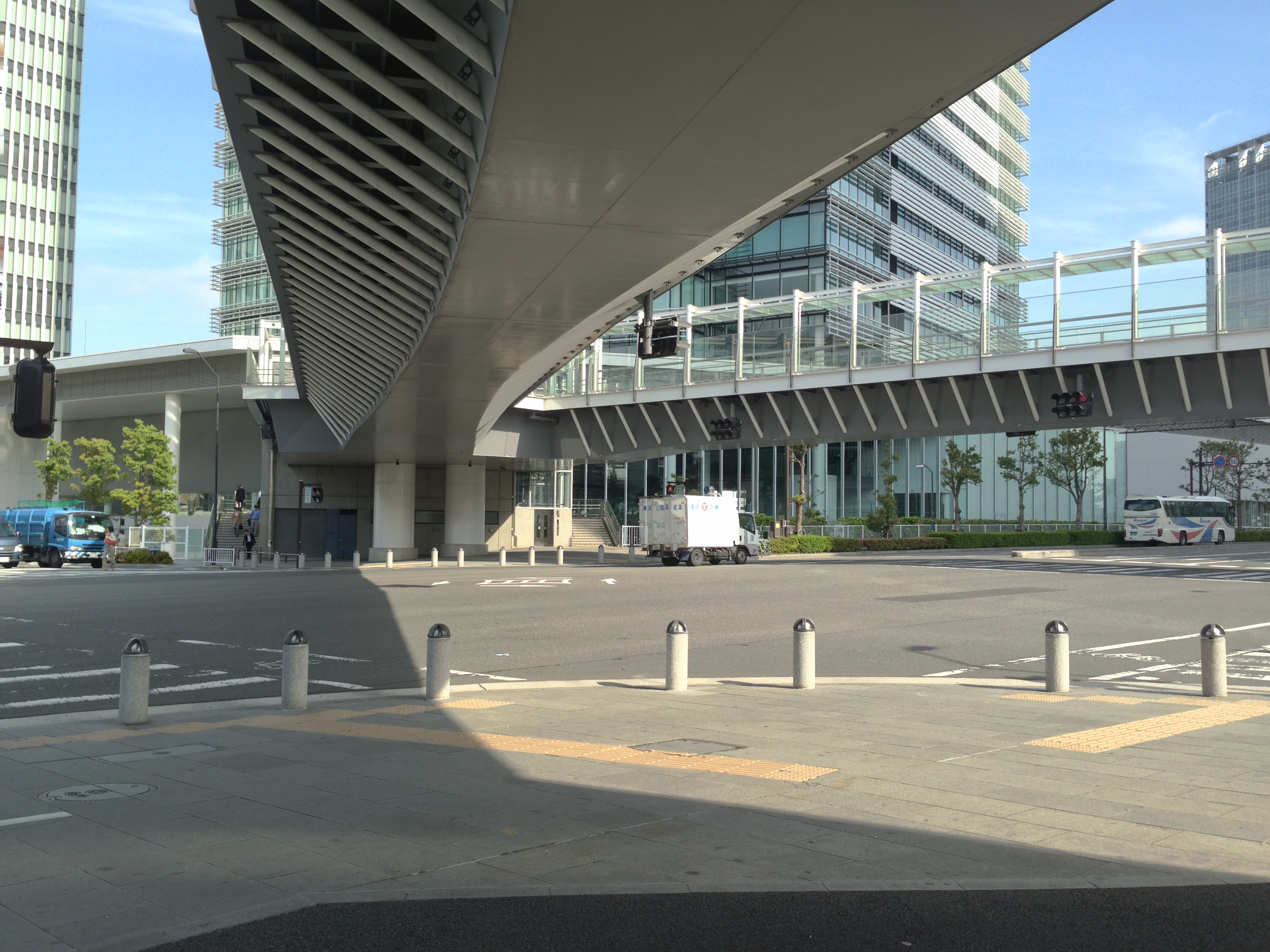
デッキを真下より撮影 （※2014年5月撮影）
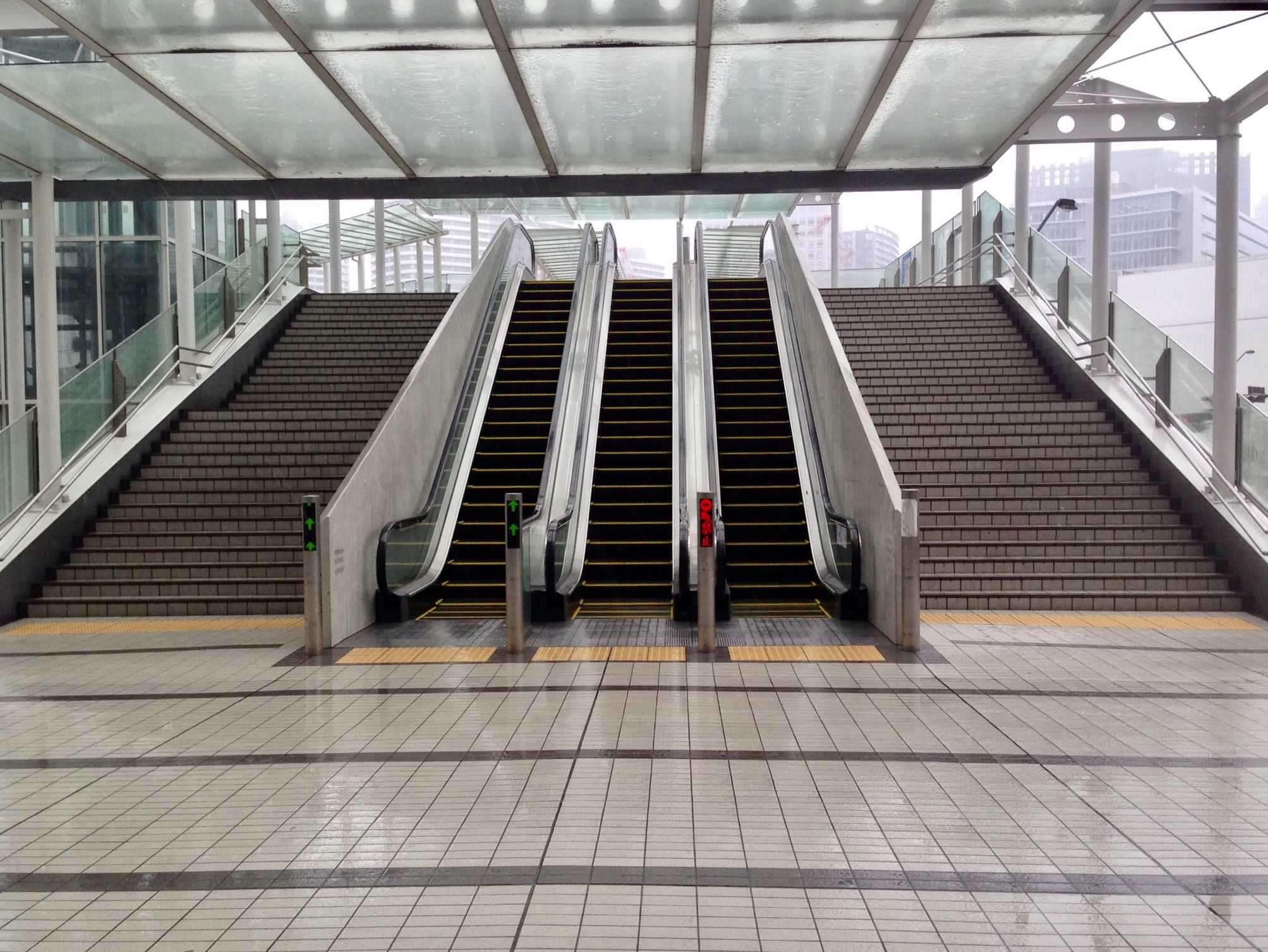
日産グローバル本社の2階部分より当デッキに接続する階段・エスカレーター
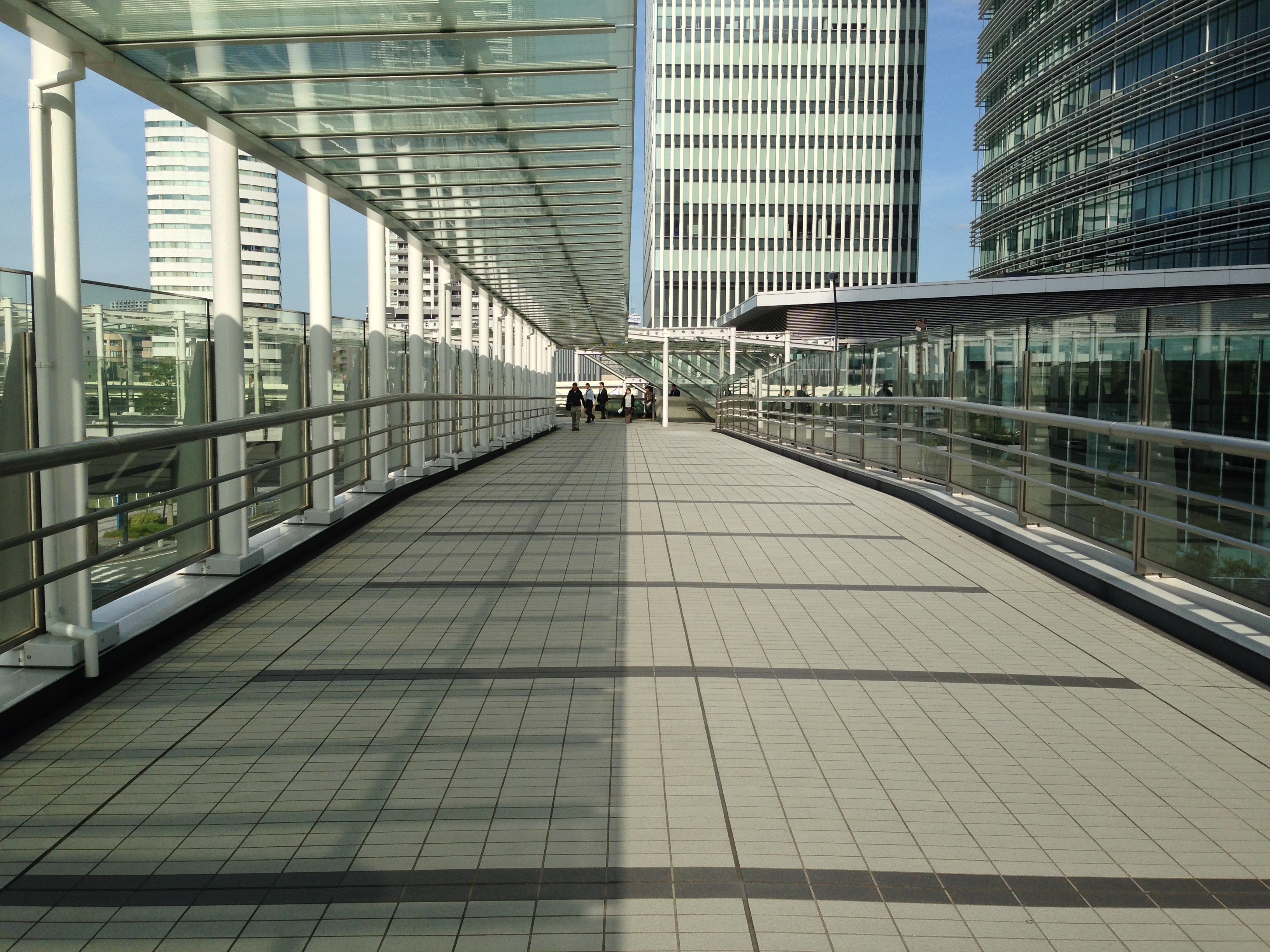
デッキ上の歩行者通路（富士フイルムビジネスイノベーション横浜みなとみらい事業所方面より撮影）
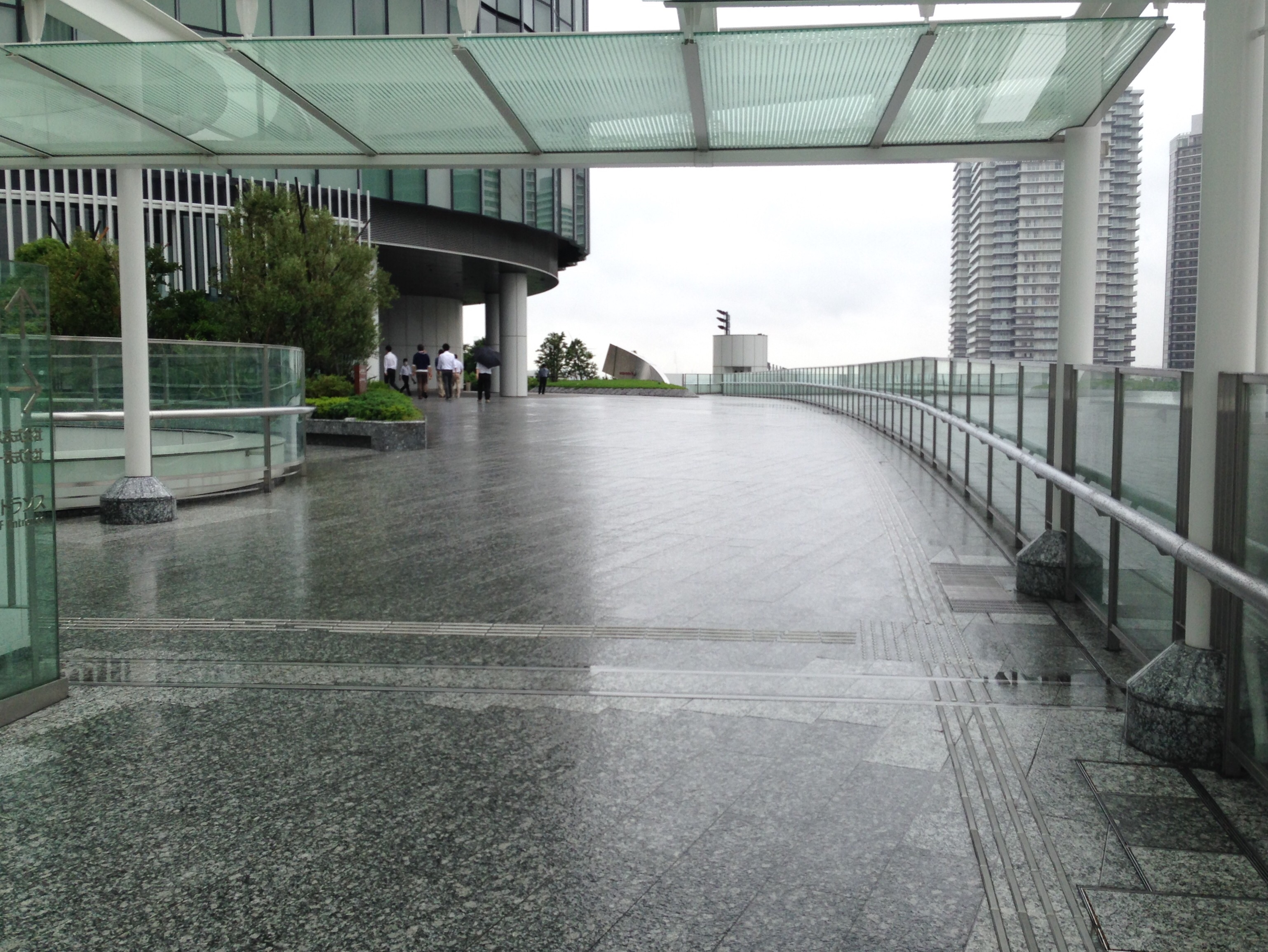
富士フイルムビジネスイノベーション横浜みなとみらい事業所との接続部
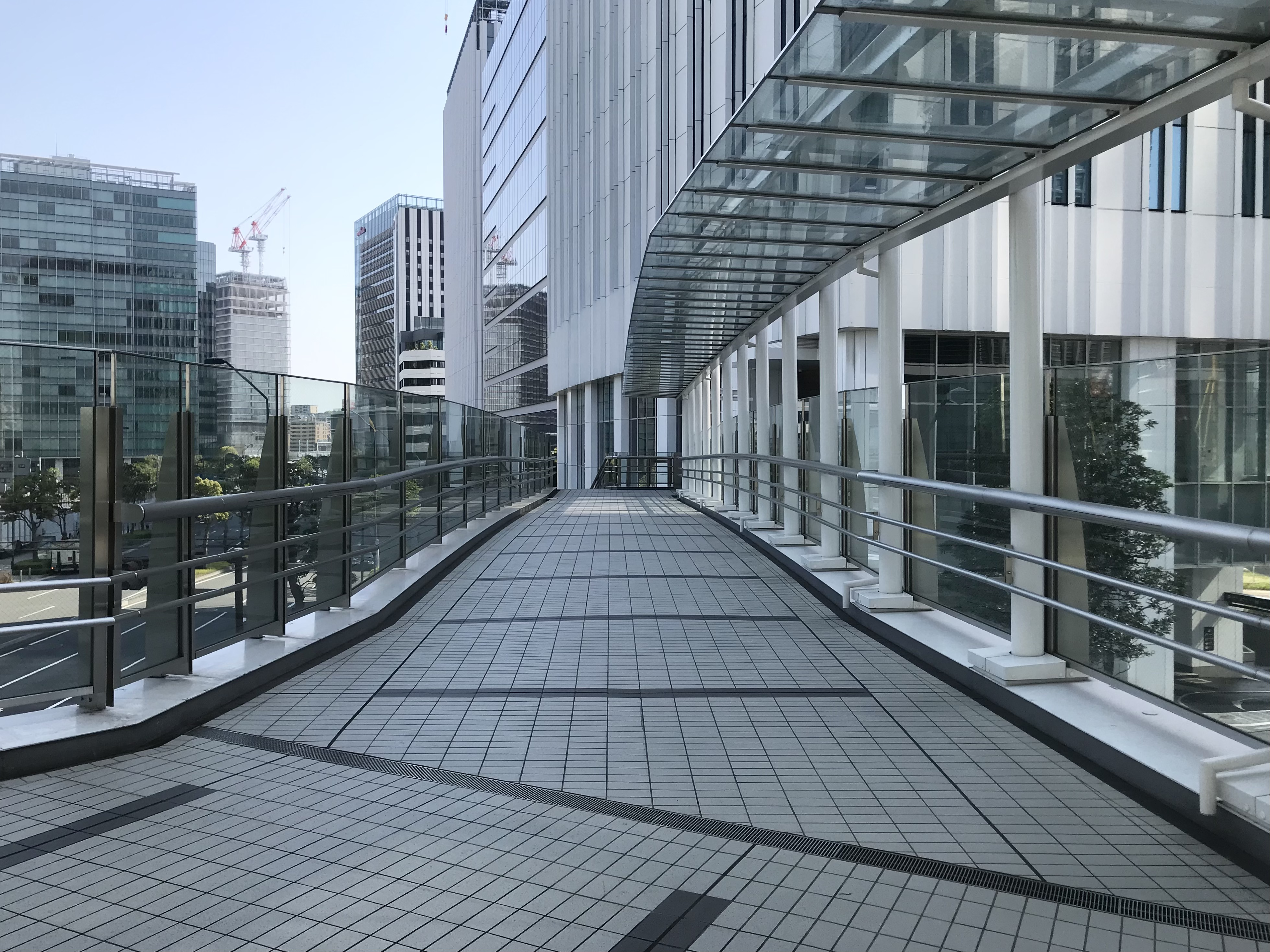
2019年には京急グループ本社方面に向けて三分岐目のデッキが整備された
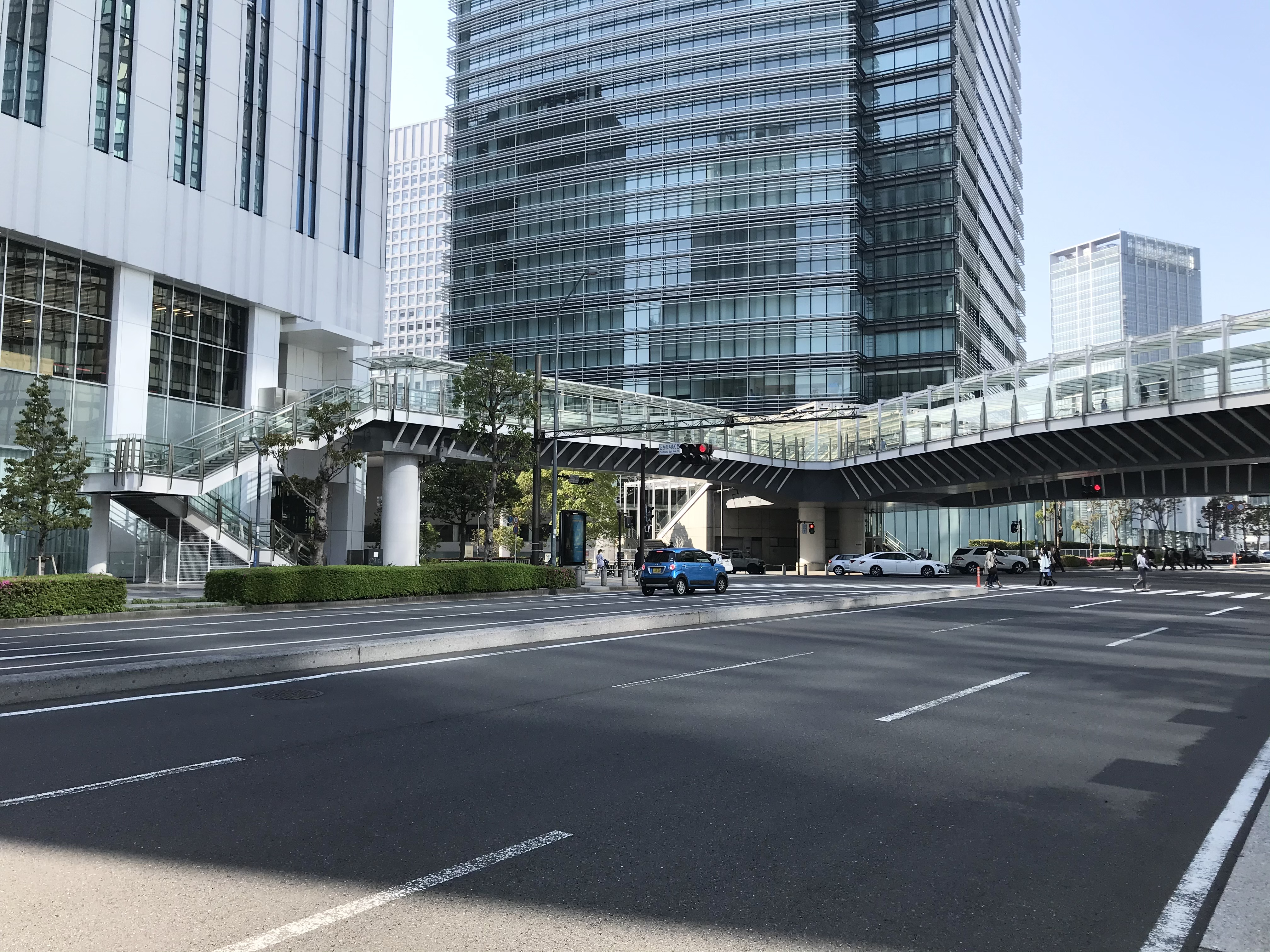
京急グループ本社と接続するデッキ
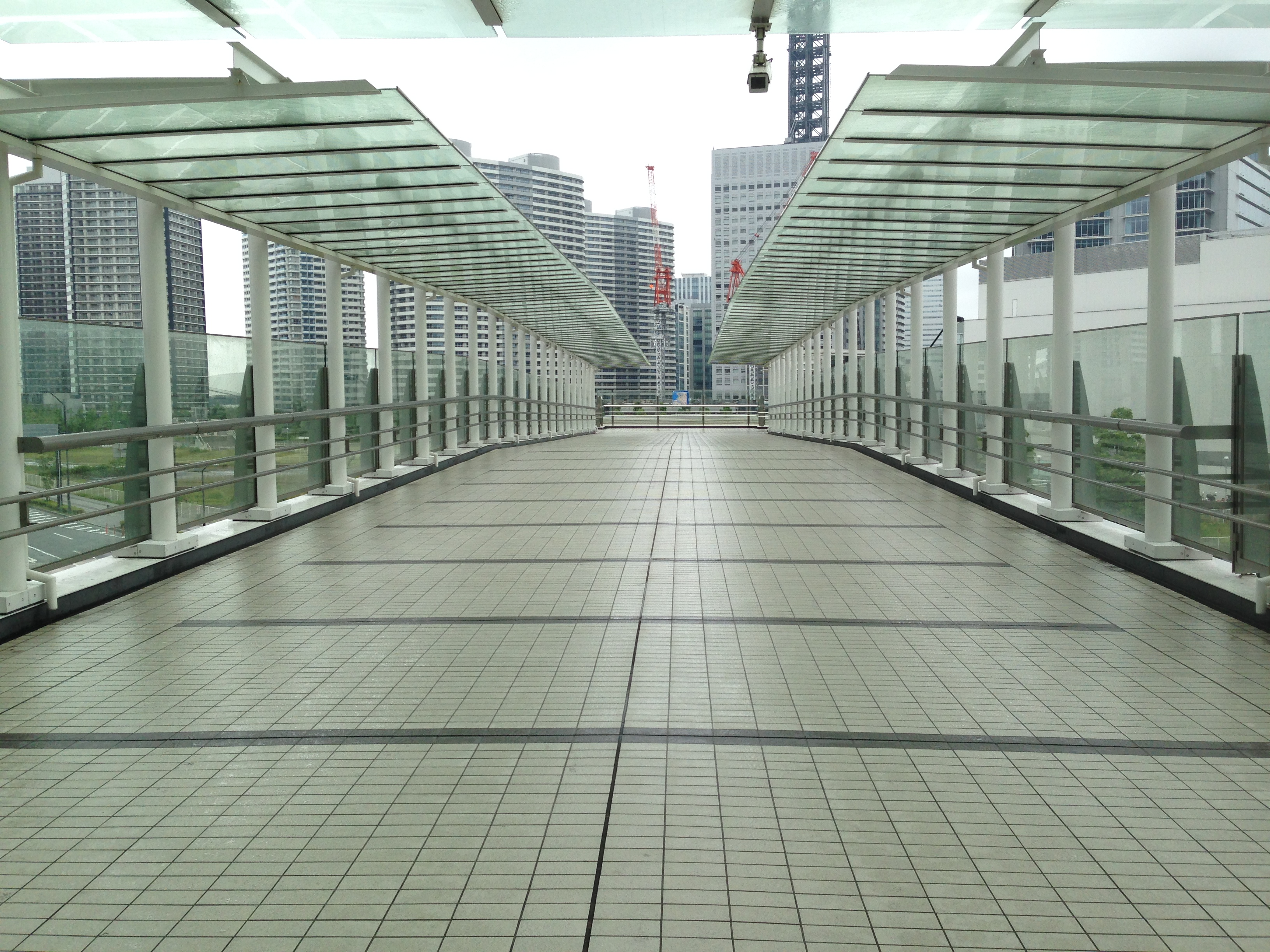
デッキ上の歩行者通路（開発以前の54街区・新高島駅方面） （※2014年6月撮影）
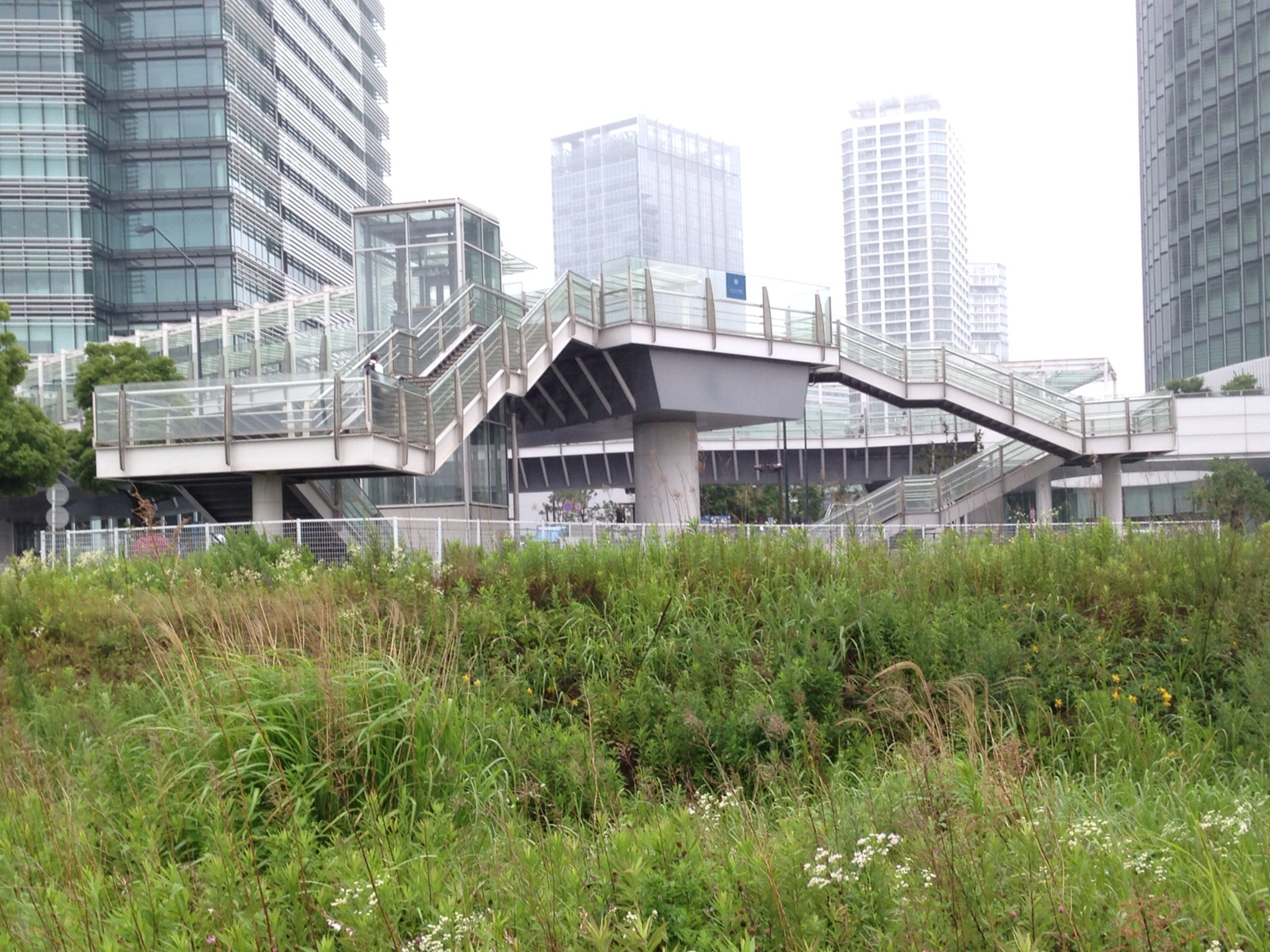
54街区付近で途切れる新高島駅方面のデッキ、後の再整備（延伸）も考慮した造りとなっている （※2014年6月撮影）
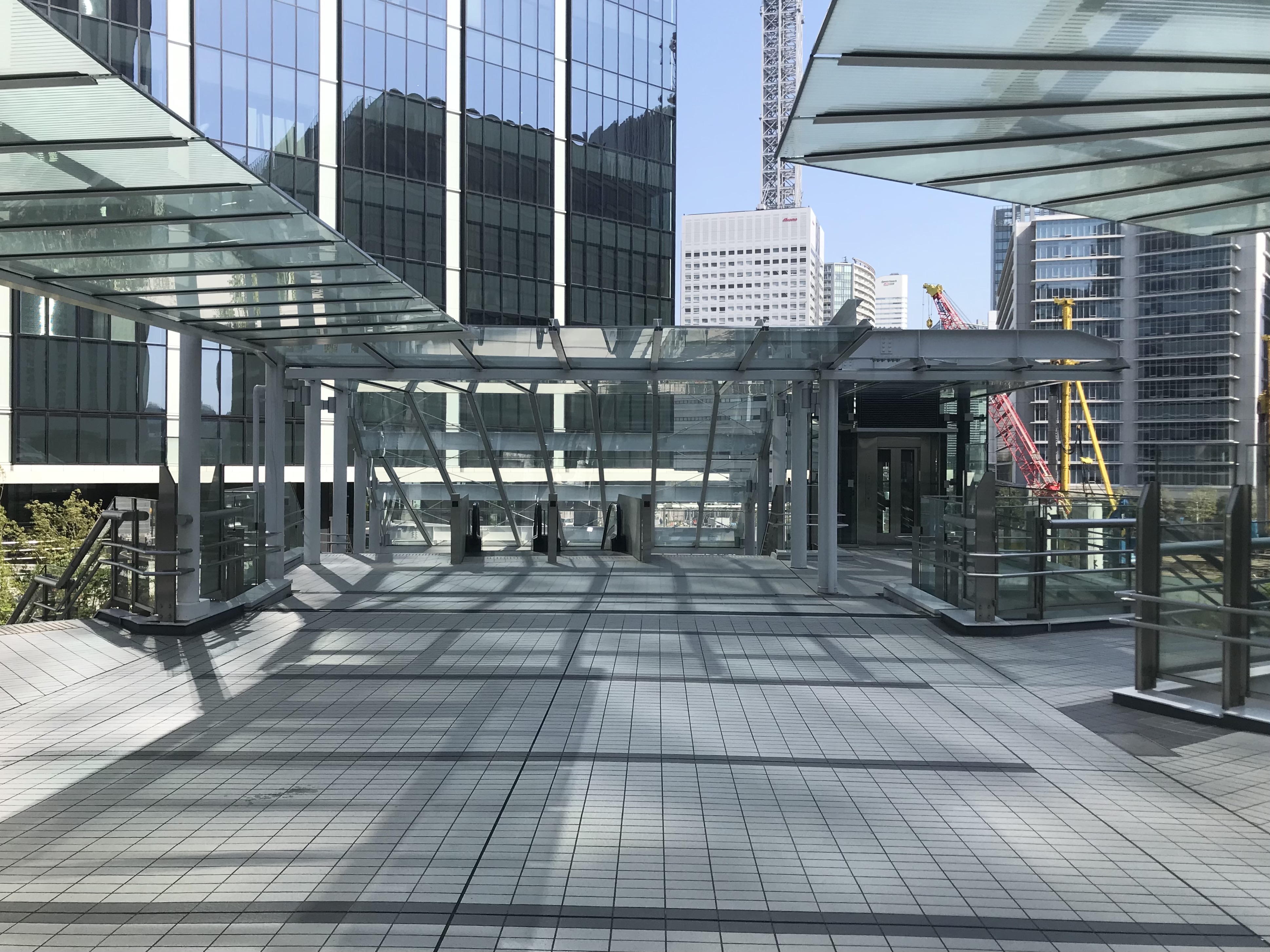
2020年には54街区に完成した横浜グランゲートと接続
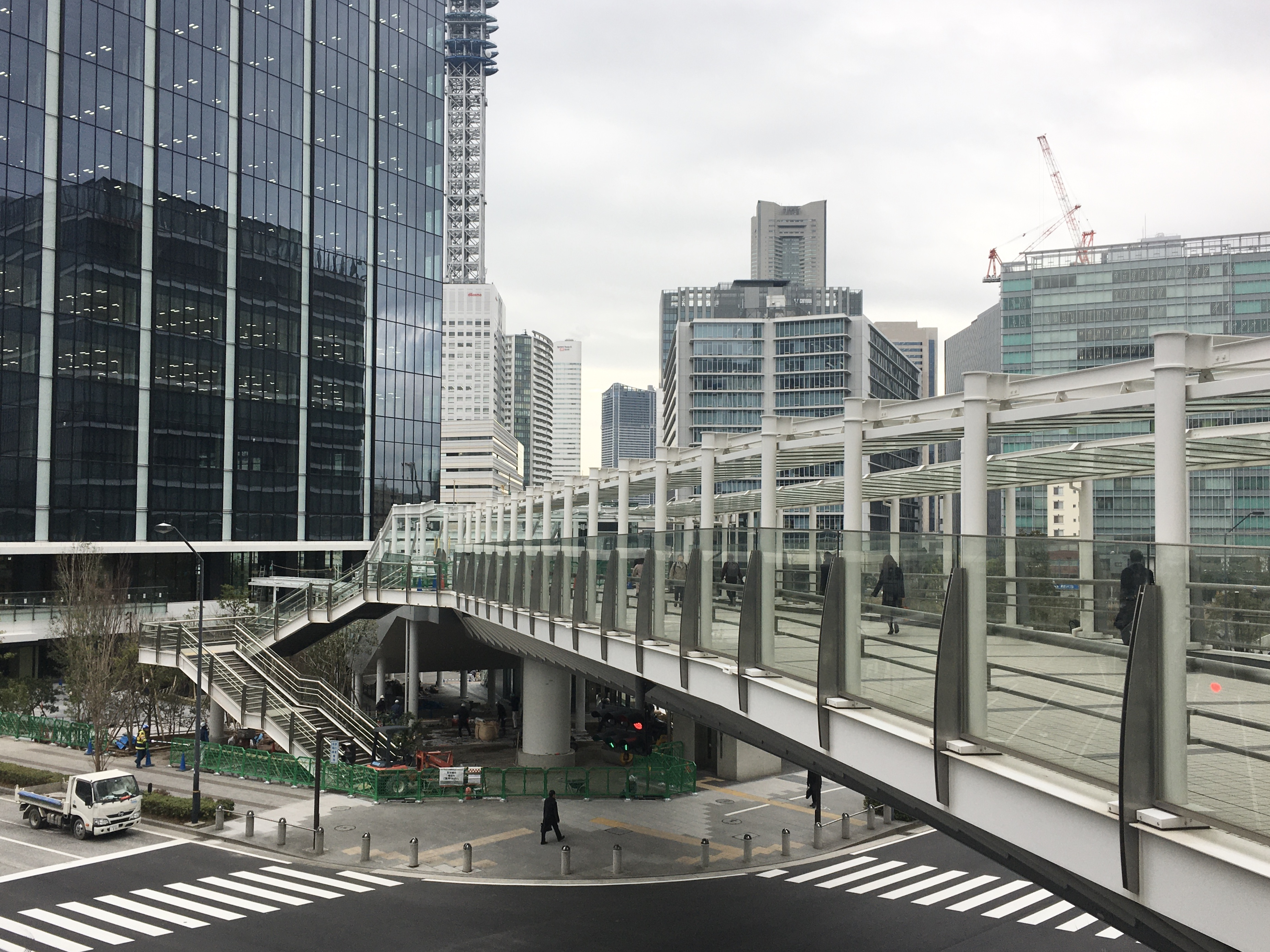
横浜グランゲートと接続するデッキ
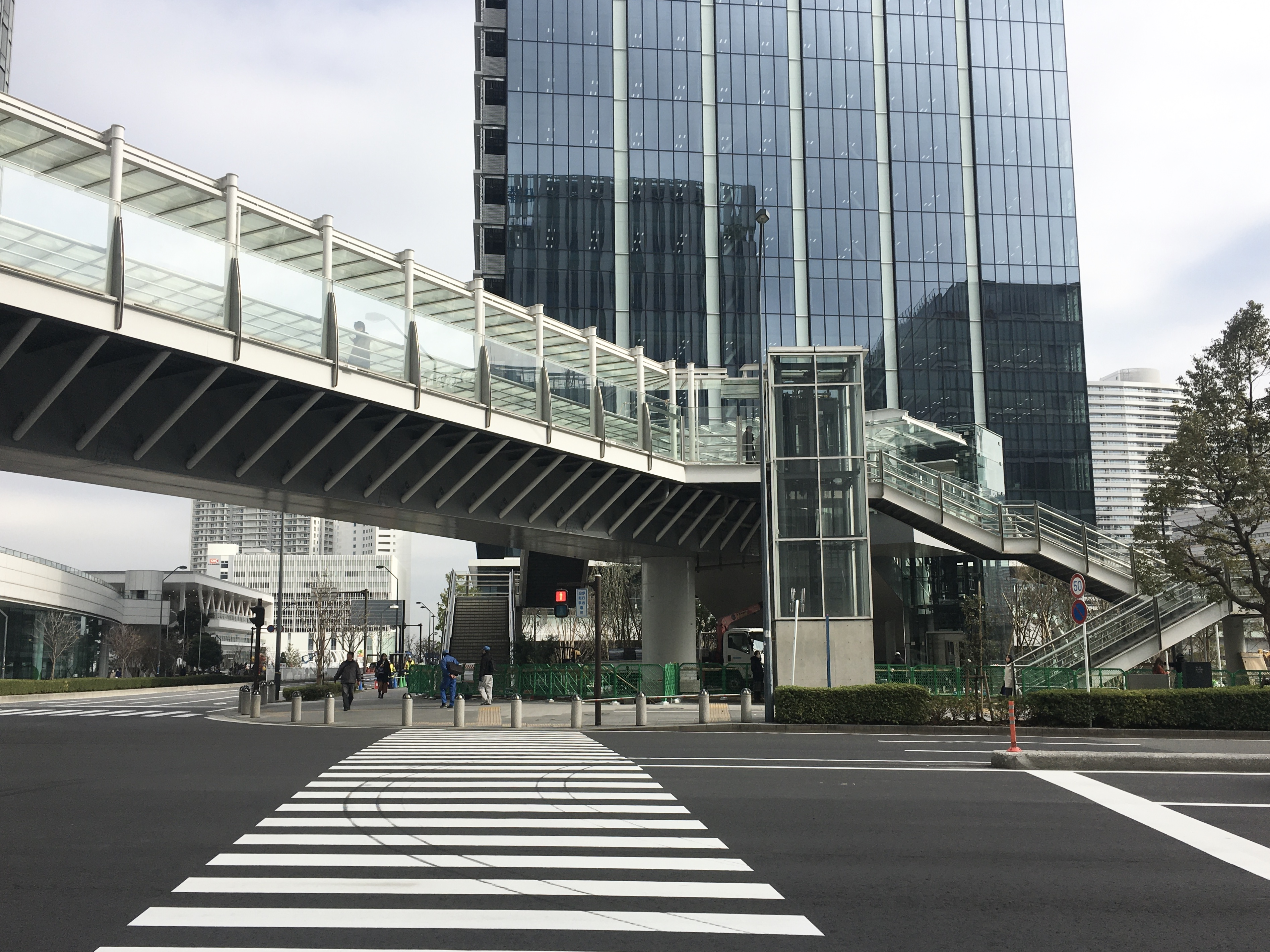
同じく横浜グランゲートと接続するデッキを道路より撮影
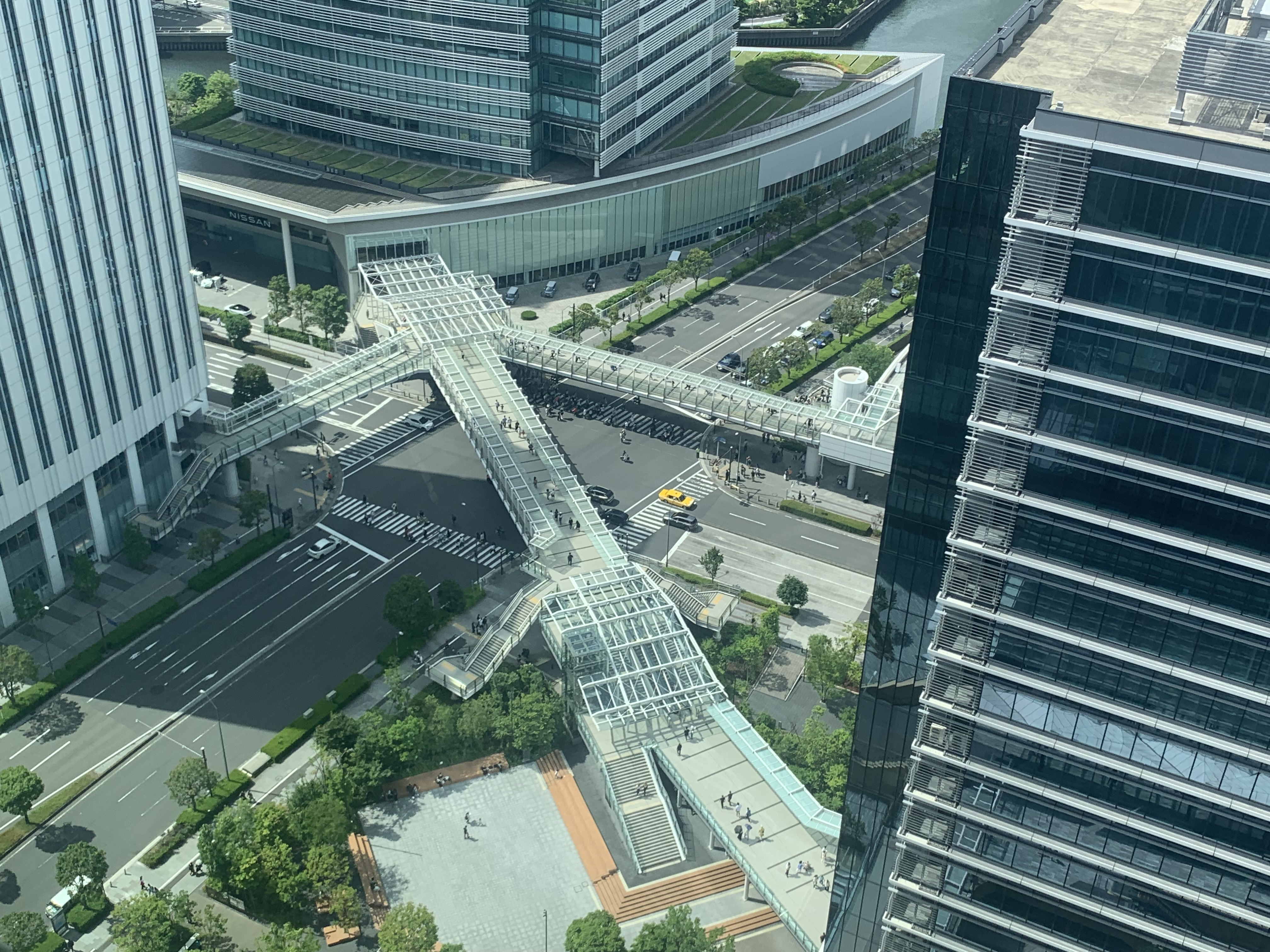
横浜シンフォステージのウエストタワー24階より撮影